# Rik Van Linden
Henri-Camille Van Linden, detto Rik (Wilrijk, 28 luglio 1949), è un ex ciclista su strada, pistard e ciclocrossista belga, professionista dal 1971 al 1982.
Velocista, soprannominato Rik III (Rik I e Rik II erano rispettivamente Rik Van Steenbergen e Rik Van Looy),  in carriera vinse nove tappe al Giro d'Italia e quattro al Tour de France, nonché, nel 1975, la maglia verde della classifica a punti nella corsa francese. Nel suo palmarès rientrano anche due Parigi-Tours, una Milano-Torino, tre Milano-Vignola e, su pista, una Sei giorni di Milano in coppia con Felice Gimondi.
Anche il fratello Alex fu ciclista professionista e per sette anni fu suo compagno di squadra.

## Carriera
Nelle categorie juniores e dilettanti ottenne centinaia di vittorie: tra esse un titolo nazionale su strada, un Giro delle Fiandre e due Gand-Wevelgem per amatori. Passò professionista quasi ventiduenne, il 26 luglio 1971, con la Hertekamp-Magniflex, squadra diretta da Carlo Menicagli: già il 3 ottobre seguente ottenne un prestigioso successo imponendosi nella 71ª Parigi-Tours davanti a Marino Basso e Gerben Karstens.
Dopo il successo nella tappa di La Baule al Tour de France 1972, aprì il 1973 con 10 vittorie – in Vuelta a Andalucía, Giro di Sardegna e Parigi-Nizza – tra febbraio e marzo. In maggio prese parte al Giro d'Italia: la corsa partiva dal Belgio, i belgi fecero loro ben tredici tappe e lo stesso Van Linden si impose in due frazioni, al Lido delle Nazioni e a Verona; in settembre vinse per la seconda volta la Parigi-Tours. Nel 1974, in forza alla Ijsboerke-Colner, si aggiudicò quindi due tappe della 29ª Vuelta a España.
Per la stagione 1975 venne messo sotto contratto dalla Bianchi-Campagnolo, la squadra diretta da Giancarlo Ferretti e capitanata da Felice Gimondi: il sodalizio tra il belga e la Celeste durò fino a tutto il 1979. Il 1975 vide la partecipazione del velocista sia al Giro d'Italia che al Tour de France: nella Corsa Rosa vinse la tappa di Bari battendo Patrick Sercu, mentre nella Grande Boucle conseguì il successo di tre tappe e della maglia verde della classifica a punti. L'anno dopo, ancora al via del Giro d'Italia, vinse in due frazioni, quelle di Palermo e di Ozegna.
Nel 1977 si impose nella tappa del Giro d'Italia tra Avellino e Foggia, mentre nel 1978, dopo aver centrato il terzo successo nella Milano-Vignola (eguagliato il record di Adriano Durante e Marino Basso), tornò al Giro d'Italia riuscendo ad aggiudicarsi tre frazioni e vestendo la maglia rosa per i primi due giorni di corsa. Concluse la carriera tra i professionisti nel 1982.
Fu molto attivo anche su pista. Partecipò per undici volte alla Sei giorni di Anversa, in Belgio, classificandosi secondo in tre occasioni. Nel 1977, con il compagno di squadra Gimondi, si aggiudicò la prestigiosa Sei giorni di Milano (l'anno prima peraltro la coppia aveva chiuso in seconda posizione). Vinse infine numerose gare di ciclocross, soprattutto nelle Fiandre belghe.

## Palmarès

### Strada
- 1971 (Hertekamp-Magniflex, una vittoria)

Parigi-Tours
- 1972 (Van Cauter-Magniflex, due vittorie)

5ª tappa, 1ª semitappa Tirreno-Adriatico (San Benedetto del Tronto > San Benedetto del Tronto)
2ª tappa Tour de France (Saint-Brieuc > La Baule)
- 1973 (Rokado, tredici vittorie)

Prologo Vuelta a Andalucía (Malaga, cronometro)
1ª tappa Vuelta a Andalucía (Malaga > Granada)
4ª tappa Vuelta a Andalucía (Siviglia > Ronda)
6ª tappa Vuelta a Andalucía (La Línea de la Concepción > Malaga)
1ª tappa Giro di Sardegna (Firenze > Livorno)
2ª tappa Giro di Sardegna (Porto Torres > Alghero)
4ª tappa, 2ª semitappa Giro di Sardegna (Cagliari > Lanusei)
2ª tappa Parigi-Nizza (Chalon-sur-Saône > Saint-Étienne)
5ª tappa Parigi-Nizza (Manosque > Draguignan)
6ª tappa, 1ª semitappa Parigi-Nizza (Fréjus > Nizza)
7ª tappa Giro d'Italia (Iseo > Lido delle Nazioni)
17ª tappa Giro d'Italia (Forte dei Marmi > Verona)
Parigi-Tours
- 1974 (IJsboerke-Colner, quattro vittorie)

Classifica generale Giro di Sardegna
8ª tappa Parigi-Nizza (Seillans > Nizza)
3ª tappa Vuelta a España (Granada > Fuengirola)
4ª tappa Vuelta a España (Marbella > Siviglia)
- 1975 (Bianchi-Campagnolo, sette vittorie)

3ª tappa, 1ª semitappa Setmana Catalana (Organyà > Gironella)
Milano-Vignola
5ª tappa Giro d'Italia (Campobasso > Bari)
1ª tappa, 2ª semitappa Tour de France (Molenbeek > Roubaix)
19ª tappa Tour de France (Thonon-les-Bains > Chalon-sur-Saône)
21ª tappa Tour de France (Melun > Senlis)
Grand Prix Union-Brauerei
- 1976 (Bianchi-Campagnolo, sei vittorie)

5ª tappa, 1ª semitappa Tirreno-Adriatico (San Benedetto del Tronto > San Benedetto del Tronto)
Giro di Campania
1ª tappa Giro di Puglia (Ceglie Messapica > Francavilla Fontana)
Milano-Vignola
3ª tappa Giro d'Italia (Caltanissetta > Palermo)
15ª tappa Giro d'Italia (Varazze > Ozegna)
- 1977 (Bianchi-Campagnolo, cinque vittorie)

Circuit de Niel
4ª tappa Giro di Sardegna (Nuoro > Porto Torres)
5ª tappa, 1ª semitappa Tirreno-Adriatico (Civitanova Marche > San Benedetto del Tronto)
2ª tappa, 1ª semitappa Giro d'Italia (Avellino > Foggia)
Milano-Torino
- 1978 (Bianchi-Faema, sei vittorie)

5ª tappa, 1ª semitappa Tirreno-Adriatico (Civitanova Marche > San Benedetto del Tronto)
3ª tappa Giro di Puglia
Milano-Vignola
1ª tappa Giro d'Italia (Saint-Vincent > Novi Ligure)
5ª tappa Giro d'Italia (Prato > Cattolica)
6ª tappa Giro d'Italia (Cattolica > Silvi Marina)
- 1980 (DAF Trucks-Lejeune, una vittoria)

8ª tappa Parigi-Nizza (Mandelieu-la-Napoule > Nizza)

#### Altri successi
- 1975 (Bianchi-Campagnolo)

Classifica punti Tour de France

### Pista
- 1977

Sei giorni di Milano (con Felice Gimondi)

## Piazzamenti

### Grandi giri
- Giro d'Italia

1973: 107º
1975: non partito (20ª tappa)
1976: ritirato (18ª tappa)
1977: non partito (9ª tappa)
1978: ritirato (11ª tappa, 2ª semitappa)
1979: ritirato (16ª tappa)
- Tour de France

1972: 80º
1975: 79º
1977: fuori tempo (17ª tappa)
1979: ritirato (1ª tappa)
1982: ritirato (1ª tappa)
- Vuelta a España

1972: ritirato (4ª tappa)
1974: ritirato

### Classiche monumento
- Milano-Sanremo

1972: 14º
1973: 4º
1974: 26º
1975: 18º
1976: 5º
1977: 4º
1978: 5º
1979: 61º
1982: ritirato
- Giro delle Fiandre

1974: 8º
1975: 5º
1976: 19º
1977: 17º
- Parigi-Roubaix

1974: 29º

### Competizioni mondiali
- Campionati del mondo su strada

Barcellona 1973 - In linea: 23º